# 大久保藍子
大久保藍子（日语：／ Ōkubo Aiko，1981年11月14日—）是日本女性聲優。出生於東京都。現隸屬於TAB Production。

## 主要演出作品

### 電視動畫
2005年
- 血戰

2006年
- 備長炭（媽媽）

2008年
- 紅（犬塚彌生）
- 夜櫻四重奏（V·茱莉·F）

2009年
- 空罐少女！（東風揺花）
- K-ON!（老師）
- 夏日風暴（まなみ）
- 魔力充電娘（漏電ちゃんA）

2010年
- 真·戀姬†無雙 ～少女大亂～（周泰）
- 吸血鬼同盟（ジジ）
- 妖怪少爺（苔姬、女學生）
- 發現、體驗、最喜歡！巧虎
- FAIRY TAIL（村之少女）

2011年
- 世界一初戀2（山田老師）
- 結界女王（通信、人工聲音）
- 架向星空之橋（藤堂小和）

2013年
- 我要成為世界最強偶像（職業摔角實況）
- 夜櫻四重奏 -花之歌-（V·茱莉·F）

2016年
- 這個美術社大有問題！（女子）

2022年
- 我想成為影之強者！（班主任）

2023年
- 轉生公主與天才千金的魔法革命（女僕）
- Lv1魔王與獨居廢勇者（主婦A）
- 米奇與達利 惡童物語（客4）
- 賽馬娘 Pretty Derby Season 3（果物屋）
- 我的新上司是天然呆（店員）

2024年
- 不死不運（護士）

### OVA動畫
- 空罐少女！（東風揺花）
- 夜櫻四重奏 ～星之海～（V·茱莉·F）

### 網上動畫
- Starry☆Sky（東月錫也（年幼時））

### 電子遊戲
- 星織夢未來 Convertion Edition（瀨川夏希）
- （秋田百子）
- gRiMgRiMoiRe（莉蕾·布勞）
- （深山藍衣）
- SweetHoneyComing（前園·Clarissa·皐）
- 魔砲使黑姬（熔葵妃）
- 魔物娘的同居日常 網頁遊戲版 （斐蕾、露卡、瑪許、雪）
- 怪物彈珠 （黃飛虎）
- 白荆回廊（霍冉）

## 外部連結
- 大久保藍子官方網站 （日語）
- 經紀公司網站所載簡歷 （日語）